# نورس بني الرأس
نورس بني الرأس (الاسم العلمي: Larus brunnicephalus) (بالإنجليزية: Brown-headed Gull)‏ هو نوع من الطيور يتبع جنس النورس من الفصيلة النورسية.